# Кока-кола

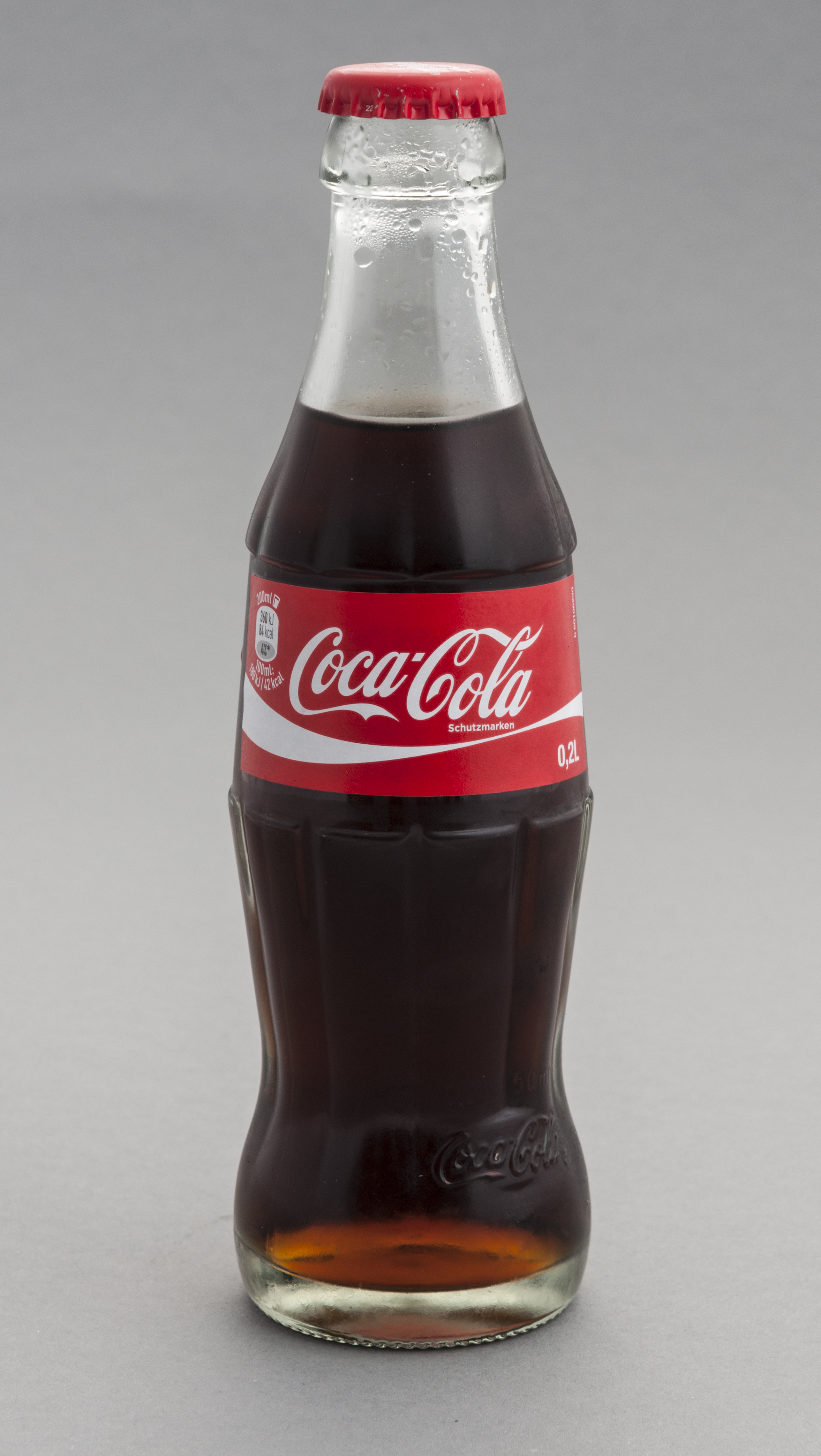
Кока-кола зберегла багато своїх оригінальних особливостей дизайну в сучасних скляних пляшках

Ко́ка-ко́ла (англ. Coca-Cola) — газований безалкогольний прохолоджувальний напій і однойменна американська компанія (The Coca-Cola Company), яка його виробляє. Кока-колу винайшов американський фармацевт Джон Пембертон 8 травня 1886 в Атланті як новий лікувальний напій.
Напій продається більш ніж у 200 країнах світу. Компанія «Кока-кола» також володіє торговими марками та виробляє цілий ряд інших напоїв: «Кока-кола лайт», «Спрайт», «Фанта», «Бонаква» та інші. Деякою мірою «Кока-Кола» є символом США.

## Історія

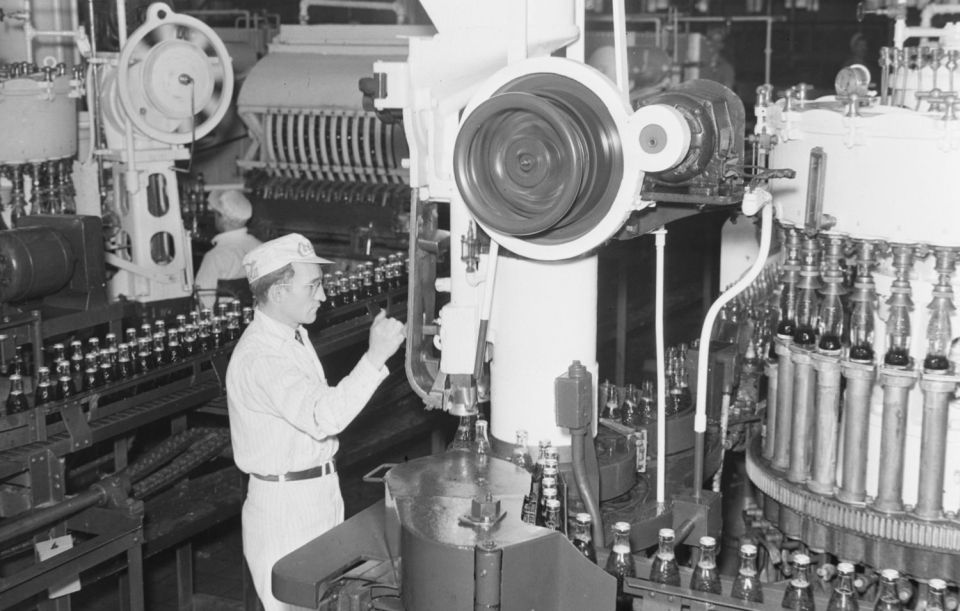
Кока-кола, завод розливу. 8 січня 1941, Монреаль, Канада.

Напій «Кока-Кола» був придуманий в Атланті (штат Джорджія, США) 8 травня 1886. Його автор — фармацевт Джон Стіт Пембертон, колишній офіцер американської Армії конфедерації. Назву для нового напою придумав бухгалтер Пембертона Френк Робінсон, який, також володіючи каліграфією, написав слова «Coca-Cola» фігурними буквами, які до сьогодні є логотипом напою.

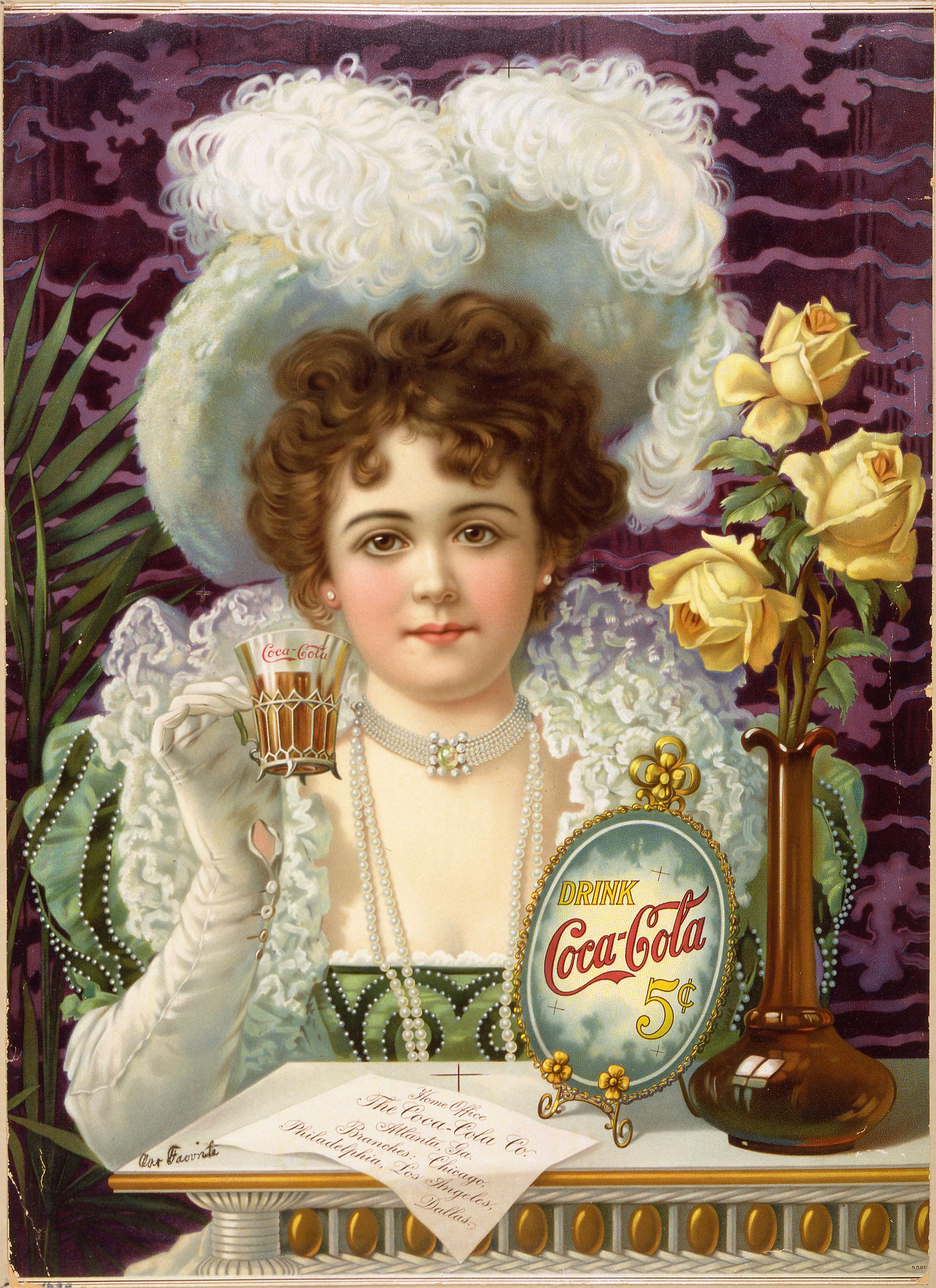
""Кока-Кола «за 5 центів» — рекламний плакат «Кока-Коли» періоду 1890–1900

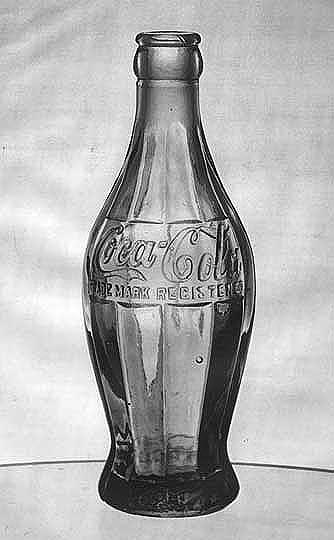
6,5-унцієва пляшка, придумана в 1915

Основні інгредієнти Кока-Коли були такі: три частини листя коки (з цього ж листя в 1860 Альберт Німанн (Albert Niemann) виділив особливий компонент (наркотик) і назвав його кокаїн) на одну частину горіхів тропічного дерева коли. Напій був запатентований як лікарський засіб «від всіх нервових розладів» і почав продаватися через автомат у найбільшій міській аптеці Джекоба в Атланті. Пембертон також стверджував, що кока-кола зцілює від імпотенції, і що на неї можна перейти тим, хто пристрастився до морфію (до морфію, до речі, був небайдужий і сам Пембертон). Тут потрібно відзначити, що кокаїн тоді не був забороненою речовиною, і про його шкоду для здоров'я ще нічого не знали (наприклад, у повісті «Знак чотирьох» Артура Конан Дойля Шерлок Холмс вживав кокаїн у хвилини бездіяльності). Тому кокаїн вільно продавався, і його часто додавали для задоволення і тонусу в напої замість спирту — Кока-Кола в цьому не була чимось особливим.
Спочатку напій щодня купували в середньому лише 9 осіб. Виручка з продажів протягом першого року склала всього 50 доларів. Цікаво, що на виробництво кока-коли було витрачено 70 доларів, тобто в перший рік напій був збитковим. Але поступово популярність кока-коли зростала, і прибуток від її продажу теж. У 1888 Пембертон продав права на випуск напою. А в 1892 бізнесмен Аса Ґріґґс Кендлер, що володів правами на «Кока-Колу», заснував компанію «The Coca-Cola Company», яка займається виробництвом кока-коли і понині.
У 1902 з оборотом у $120 тисяч кока-кола стала найвідомішим напоєм в США.
Роман англійського письменника-фантаста Герберта Уелсса «Тоно-Бунге» являє собою сатиру на створення, рекламу і розповсюдження кока-коли (названої в романі «Тоно-Бунге»).
Але в кінці 1890-х років громадська думка обернулася проти кокаїну, а в 1903 в газеті «New York Tribune» з'явилася розгромна стаття, в якій стверджувалося, що саме кока-кола винна в тому, що темношкірі з міських нетрів, які обпилися нею, почали нападати на білих людей. Після цього в кока-колу стали додавати не свіже листя коки, а вже «витиснуте», з яких був видалений весь кокаїн.
Відтоді популярність напою зростала в геометричній прогресії. І вже через п'ятдесят років після винаходу кока-кола стала для американців чимось на зразок національного символу. З 1894 кока-кола продавалася в пляшках, а з 1955 — в банках.
У 1915 дизайнер Ерл Р. Дин з Терре-Хот, штат Індіана, придумав нову пляшку в 6,5 унцій. Форма пляшки була натхненна плодом какао (за однією версією, Дін сплутав слова coca і cocoa, за іншою — не зміг знайти в бібліотеці нічого ні про коку, ні про колу). Щоб пляшка краще стояла на транспортері, внизу зроблено розширення. За всі наступні роки було вироблено понад 6 млрд таких пляшок.
У 1916 було порушено 153 судових позови проти марок-імітаторів, таких як «Fig Cola», «Candy Cola», «Cold Cola», «Cay-Ola» і «Koca Nola».
У 1955 кока-кола почала продаватися в пляшках об'ємом 10, 12 і 26 унцій.
У 1982 почався випуск дієтичної «Diet Coke».
У 1988 «Кока-Кола» вийшла на ринок СРСР.
Пізніше, під тиском конкурентів, які випускали напої без кофеїну і цукру, компанія «Кока-Кола» почала випускати напої: «Classic Coke», «New Coke», «Cherry Coke», «Tab», «Caffeine-Free New Coke», «Caffeine-Free Diet Coke» і «Caffeine-Free Tab».
4 грудня 2007 «Кока-Кола» представила нову скляну пляшку місткістю 0,33 л, яка стала коротше на 13 мм і ширше на 0,1 мм і важить 210 грамів, що на 20 % менше попередньої. Зміни дозволяють скоротити використання скла — наприклад, у Великій Британії — до 3500 тонн щорічно, — а викид вуглекислого газу — до 2400 тонн на рік.
Необхідно враховувати, що в кожному варіанті напою склад різний. Особливо це стосується вуглеводів, яких у дієтичному варіанті мінімум. Тут наведено варіант «класичного» варіанту — просто Coca-Cola.
За твердженням офіційного сайту, компонентами напою є:
- Цукор (~ 11 %)
- Діоксид вуглецю
- Барвник (цукровий колір, Е150)
- Ортофосфорна кислота (фосфору 170 ppm)
- Кофеїн (140 ppm)
- Ароматизатор: ванілін, корична олія, олія гвоздики, олія лимону (точна концентрація не відома)

Азорубін — харчова добавка, що належить до групи барвників. (Концентрація невідома)

### Секрет фірми
Нюанси пропорцій напою тримаються компанією «Кока-Кола» в найсуворішому секреті та становлять комерційну таємницю. Згідно зі статутом «Кока-Коли», тільки 3 високопоставлені члени компанії можуть одночасно знати формулу цього компоненту. Крім того, кінцевим заводам, що розливають кока-колу, дозволено лише злегка варіювати склад залежно від місцевих постачальників сировини.
У 2009 в ході судового розгляду за наполяганням турецької влади та фонду Святого Миколи з'явилася інформація, що до складу харчових добавок також входить харчовий барвник кармін (E120) — екстракт з самок комах виду Dactylopius coccus (кошенільних червець), що викликало скандал, пов'язаний у тому числі з тим, що деякі релігії, зокрема юдаїзм, забороняють вживати в їжу комах.
Пізніше на офіційному сайті компанії з'явився коментар, який спростовує входження карміну до складу напою.

## Різновиди

### В Україні
- Coca-Cola
- Coca-Cola Cherry
- Coca-Cola Light
- Coca-Cola Vanilla
- Coca-Cola Zero
- Coca-Cola Zero Lemon (припинено)
- Coca-Cola Zero Vanilla (припинено)
- Coca-Cola Coffee Plus
- Coca-Cola Zero Orange (припинено)
- Coca-Cola Zero Lime (припинено)

## Вплив на здоров'я
Якого-небудь специфічного негативного впливу на організм напою офіційно не встановлено. Вплив напою «Кока-Кола» на здоров'я нічим не відрізняється від інших подібних продуктів. Так, не рекомендується пити сильногазовані напої особам зі захворюваннями шлунково-кишкового тракту, особливо гострим і хронічним гастритом, а також підвищеною шлунковою секрецією, виразковою хворобою шлунку та дванадцятипалої кишки, порушеннями з боку жовчовивідних шляхів й іншими патологічними процесами. Хворим на діабет потрібно пам'ятати про вміст цукру в класичних видах напою.
Керівник епідеміологічного відділення Національного інституту вивчення санітарного стану навколишнього середовища (США) Дейл Сендлер займається вивченням впливу харчових продуктів на здоров'я людини. Дослідження доктора Сендлера показало, що ожиріння, каміння в нирках і вживання напоїв типу «кола» можуть збільшити ризик захворювання нирок.[джерело?]

## Цікаві факти

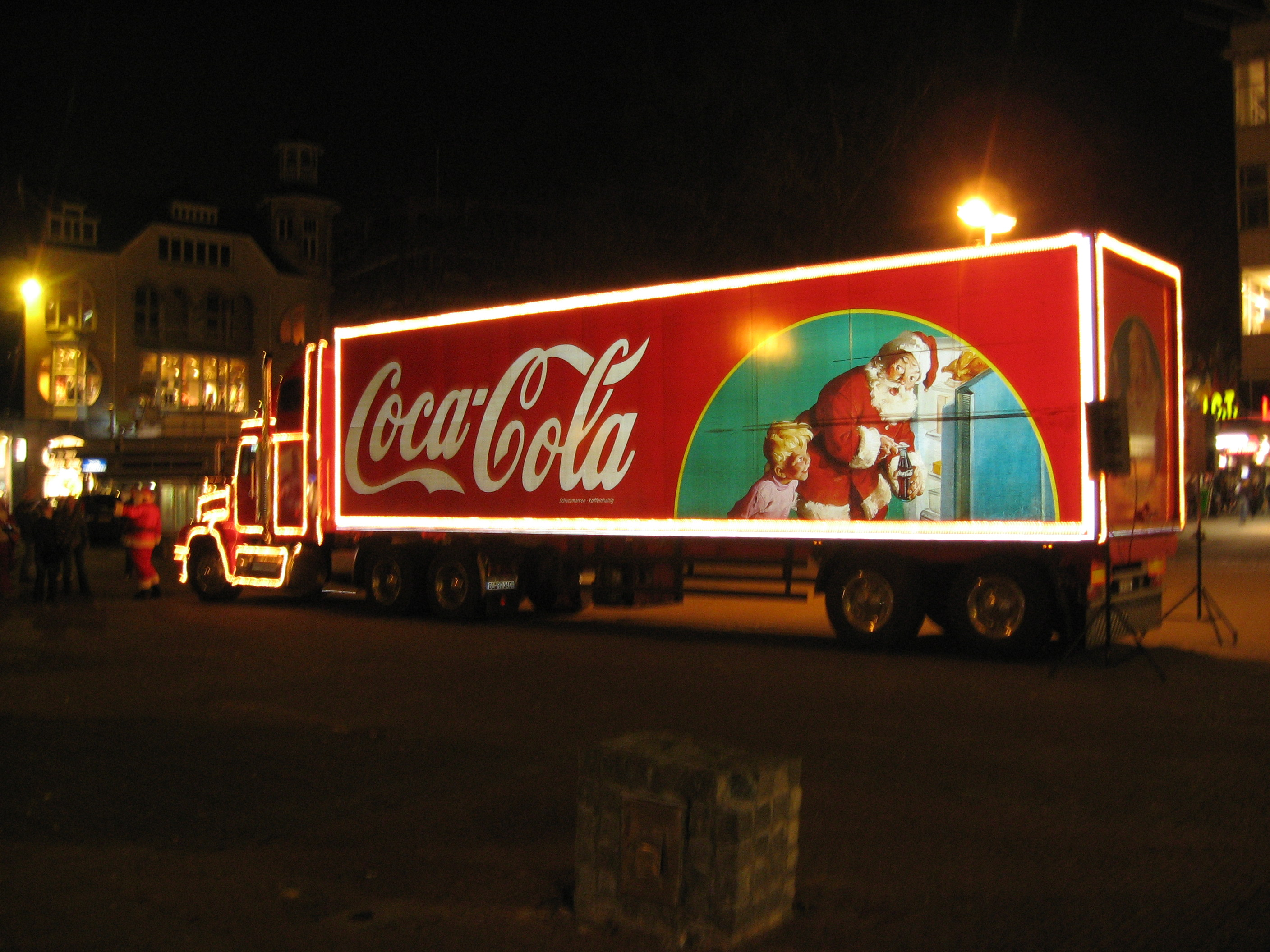
Санта-Клаус в рекламі «Кока-коли»

- Теперішнім образом Санти послужив рекламний персонаж компанії Кока-Кола, який так сподобався дітям своїм виглядом, що саме цей персонаж став основою для створення всесвітньовідомого Санта-Клауса.[4][5]
- Якщо всю вироблену Кока-Колу роздати в пляшках усім мешканцям планети, кожний з нас одержав би по 1500 пляшок.
- Якщо всією виробленою Кока-Колою заповнити басейн глибиною 180 сантиметрів, його довжина складе 33 кілометри, а ширина досягне майже 15 кілометрів. У такий басейн зможуть одночасно увійти 512 мільйонів осіб.
- Кожну секунду у світі випивають 8000 склянок напоїв, вироблених компанією.
- Величезний знак «Кока-Коли», розміщений над павільйоном «Світ Кока-коли» в Атланті, складається з 1407 звичайних лампочок та 1906 «погонних» неонових ламп. Висота знаку — 9 метрів, ширина — 8 метрів, вага — 12,5 тонн.
- Найбільший знак «Кока-Коли» розташований в чилійському місті Арика[6]. Він встановлений на вершині пагорба. Ширина знака — 122 метри, висота — 40 метрів. Складено цей знак з 70 тисяч пляшок від «Кока-Коли».
- Перший зовнішній рекламний щит «Кока-Коли», намальований ще в 1904 році, досі знаходиться на своєму місці в містечку Картерсвілл (штат Джорджія).
- Дві країни, в яких найвищий у світі відсоток споживання Кока-Коли на душу населення, не мають між собою абсолютно нічого спільного: це величезна континентальна субтропічна Мексика й острівна приполярна Ісландія.

## Виноски
1. ↑  Is it true Coca-Cola once contained cocaine? (англійською) . Архів оригіналу за 21 лютого 2007. Процитовано 29 липня 2007.
2. ↑  История Coca-Cola [Архівовано 1 лютого 2009 у Wayback Machine.] BrandNews, 4 декабря 2007
3. ↑  Coca-Cola — Contact Us — Products and Packaging Myths & Rumors. Архів оригіналу за 19 вересня 2010. Процитовано 6 жовтня 2010.
4. ↑  Від Санта Клауса до Фройда: 130 років "Кока-коли" в одному зображенні. ТСН. 8 травня 2016. Архів оригіналу за 25 грудня 2018. Процитовано 24.12.2018.
5. ↑  Никола Ладжойя. Санта-Клаус или Книга о том, как Кока-Кола сформировала наш мир воображаемого. — ИД Ивана Лимбаха, 2009. — С. 192. — ISBN 978-5-89059-123-4.
6. ↑  координати знака — lat: −18.5290298462, long: −70.2499008179